# Franz Lorber
Franz Lorber (23. února 1846 Vídeň – 23. března 1930 Vídeň) byl rakouský důlní odborník, geodet, vysokoškolský pedagog a politik německé národnosti, na konci 19. století poslanec Říšské rady.

## Biografie
V letech 1861–1866 na Polytechnickém institutu ve Vídni studoal matematiku a geodézii. Tři roky pak působil jako asistent na této škole a od roku 1870 vyučoval na Hornické akademii v Leobenu, kde byl zpočátku docentem a od roku 1875 řádným profesorem geometrie se specializací na důlní měření. V letech 1883–1885 byl ředitelem Hornické akademie v Leobenu a zasloužil se o její proměnu na hornickou vysokou školu. V roce 1893 se stal profesorem geodézie na německé technice v Praze.
Byl též veřejně a politicky aktivní. Od roku 1883 do roku 1890 zasedal v obecní radě v Leobenu.
Byl poslancem Říšské rady (celostátního parlamentu Předlitavska), kam usedl v doplňovacích volbách roku 1895 za kurii městskou ve Štýrsku, obvod Bruck, Leoben, Aflenz atd. Nastoupil 21. února 1895 místo Josefa Alfreda Heilsberga. Mandát zde obhájil v řádných volbách roku 1897. Rezignoval 20. července 1900. Ve volebním období 1891–1897 se uvádí jako Franz Lorber, vrchní horní rada a profesor na německé technice v Praze, bytem Vídeň. V parlamentu se zaměřoval na téma vysokého školství. Kvůli výkonu poslaneckého mandátu ukončil v roce 1895 svou profesuru na německé technice v Praze.
Po svém nástupu do Říšské rady roku 1895 byl přijat do klubu Sjednocené německé levice, do kterého se spojilo několik ústavověrných (liberálně a centralisticky orientovaných) proudů. Po volbách roku 1897 je uváděn jako liberál a kandidát Německé pokrokové strany. Podle jiného zdroje byl již v roce 1897 členem Německé lidové strany. Do klubu Německé lidové strany byl přijat v září 1897 jako hospitant.
Získal titul vrchního horního rady. Roku 1893 se stal čestným občanem Leobenu, roku 1907 dvorním radou a byl mu udělen čestný doktorát Hornické vysoké školy v Leobenu a na německé technice v Praze.
Zemřel v březnu 1930.